# Вознесенский, Иван Иванович
Ива́н Ива́нович Вознесе́нский (5 (17) сентября 1838, Вознесенское, Макарьевский уезд, Костромская губерния, Российская империя—18 (31) декабря 1910, Кострома, Костромская губерния, Российская империя) — русский священник, протоиерей Русской православной церкви, исследователь православного церковного пения.

## Биография
Родился 5 (17) сентября 1838 года в селе Вознесенском Макарьевского уезда Костромской губернии Российской империи.
Обучался в Костромской духовной семинарии, затем — в Московской духовной академии, которую окончил в 1864 году.
В 1864—1883 годах преподавал греческий язык в Костромской духовной семинарии. Несколько лет также преподавал пение.
В 1883—1893 годах — инспектор Рижской духовной семинарии. Один их организаторов Общества любителей церковного пения в Риге.
В 1894 году был произведён в сан протоиерея, после чего служил в соборе Успения Пресвятой Богородицы в Костроме.
Написал множество трудов по истории и теории пения ряда местных восточноправославных церквей (преимущественно писал о поздних распевах). Три из его трудов были отмечены премией митрополита Макария.
Скончался 18 (31) декабря 1910 года в Костроме.

## Труды
- Вознесенскій, И. И. Вып. I. — Кіевъ, 1887. — 1-е изд. — (О церковномъ пѣніи православной греко-россійской церкви. Большой и малый знаменный роспевъ)[1][2].
- Вознесенскій, И. И. Вып. I. — Рига, 1887. — 2-е изд. — (О церковномъ пѣніи православной греко-россійской церкви. Большой и малый знаменный роспевъ)[1][2].
- Вознесенскій, И. И. Вып. II. Нотныя приложенія съ объяснительнымъ текстомъ . — Рига, 1889. — (О церковномъ пѣніи православной греко-россійской церкви. Большой и малый знаменный роспѣвъ)[1][2].
- Вознесенскій, И. И. Состояніе церковнаго пѣнія въ православныхъ церквахъ Прибалтійскаго края и мѣры къ его возвышенно за послѣднее время // Рижскія Епархіальныя Вѣдомости. — Рига, 1888[2].
- Вознесенскій, И. И. Вып. I. Кіевскій роспѣвъ. — Кіевъ, 1888. — (Осмогласные роспѣвы трёхъ послѣднихъ вѣковъ православной русской церкви)[2].
- Вознесенскій, И. И. Церковное пѣніе православной юго-западной Руси по нотно-линейнымъ ирмологамъ XVIII и XVIII вѣковъ. — Кіевъ, 1890. — 1-е изд[2].
- Вознесенскій, И. И. Вып. II. Болгарскій роспѣвъ въ Россіи. — Кіевъ, 1891. — (Осмогласные роспѣвы трёхъ послѣднихъ вѣковъ православной русской церкви)[2].
- Вознесенскій, И. И. О современныхъ намъ нуждахъ и задачахъ церковнаго пѣнія. — Рига, 1891[1][2].
- Вознесенскій, И. И. Вып. I. О высокомъ достоинствѣ и благотворномъ вліяніи на людей церковнаго пѣнія. О всесословномъ участіи народа въ церковно-богослужебномъ пѣніи и порядкѣ этого пѣнія. О внѣ храмовомъ пѣніи священныхъ пѣснопѣніи и духовныхъ стиховъ. — Рига, 1892. — (Общедоступныя чтенія о церковномъ пѣніи)[2].
- Вознесенскій, И. И. Вып. II. О современномъ намъ общенародномъ церковномъ пѣнія въ Россіи. О свойствахъ церковнаго, преимущественно народнаго, пѣнія. — Рига, 1893. — (Общедоступныя чтенія о церковномъ пѣніи)[2].
- Вознесенскій, И. И. Вып. III. Греческій роспѣвъ въ Россіи. — Кіевъ, 1893. — (Осмогласные роспѣвы трёхъ послѣднихъ вѣковъ православной русской церкви)[2].
- Вознесенскій, И. И. Образцы осмогласія роспѣвовъ: кіевскаго, болгарскаго и греческаго съ объясненіемъ ихъ техническаго устройства. — Рига, 1893. — (Осмогласные роспѣвы трёхъ послѣднихъ вѣковъ православной русской церкви)[2].
- Вознесенскій, И. И. Вып. III. Техническая сторона состава и исполненія церковныхъ пѣснопѣній. Содержаніе, виды и ритмическія формы церковныхъ пѣснопѣній[2]. Мелодическій и ритмическій составъ церковныхъ напѣвовъ. Техника пѣвческаго исполненія. — Кострома, 1895. — (Общедоступныя чтенія о церковномъ пѣніи)[2].
- Вознесенскій, И. И. О пѣніи въ православныхъ церквахъ греческаго востока съ древнѣйшихъ до новыхъ временъ. — Кострома, 1895—1896[2].
- Вознесенскій, И. И. Главные пункты исторіи греческаго церковнаго пѣнія // О пѣніи въ православныхъ церквахъ греческаго востока. — Кострома, 1896[2].
- Вознесенскій, И. И. Опись старымъ нотнымъ рукописямъ костромской епархіи, высланнымъ въ 1896 г. въ канцелярію преосвященнаго Виссаріона, епарха костромского и галичского, для передачи въ дирекцію московскаго сѵнодальнаго хора и училища церковнаго пѣнія // Костромскія Епархіальныя Вѣдомости. — Кострома, 1896. — Ном. 23[2].
- Вознесенскій, И. И. Опись старымъ нотнымъ рукописямъ костромской епархіи, высланнымъ въ 1896 г. въ канцелярію преосвященнаго Виссаріона, епарха костромского и галичского, для передачи въ дирекцію московскаго сѵнодальнаго хора и училища церковнаго пѣнія // Костромскія Епархіальныя Вѣдомости. — Кострома, 1897. — Ном. 1[2].
- Вознесенскій, И. И. Образцы греческаго, церковнаго осмогласія, съ примѣчаніями. — М., 1897. — (О пѣніи въ православныхъ церквахъ греческаго востока)[2].
- Вознесенский, И. И. Вып. I. — М., 1898. — 2-е изд. — (Церковное пѣніе православной юго-западной Руси по нотно-линейнымъ ирмологамъ XVIII и XVIII вѣковъ)[2].
- Вознесенскій, И. И. Вып. II Сравнительное обозрѣніе церковныхъ пѣснопѣніи и напѣвовъ старой юго-западной Руси, по прологамъ XVII и XVIII вв., ирмологу Г. Головни 1752 г., московскимъ синодальнымъ изданіямъ и гармоническимъ переложеніямъ Я. Д. Малашкина. — М., 1898. — (Церковное пѣніе православной юго-западной Руси по нотно-линейнымъ ирмологамъ XVIII и XVIII вѣковъ)[2].
- Вознесенскій, И. И. Вып. III Ирмологъ Гавріила Головни 1752 и кругъ церковныхъ пѣснопѣній по напѣву Кіево-Печерской лавры, на 4 голоса, Л. Д. Малашкина. — М., 1898. — (Церковное пѣніе православной юго-западной Руси по нотно-линейнымъ ирмологамъ XVIII и XVIII вѣковъ)[2].
- Вознесенскій, И. И. Вып. IV Методъ греко-славянскаго церковнаго пѣнія, испанца Іоанна де-Кастро съ присовокупленіемъ сборника (Энхиридіона) пѣснопѣніи той же церкви, составленнаго тѣмъ же авторомъ. — М., 1899. — (Церковное пѣніе православной юго-западной Руси по нотно-линейнымъ ирмологамъ XVIII и XVIII вѣковъ)[2].